# Брозовская, Минна Фридриховна
Брозовская Минна Фридриховна (иногда — Мина, Брозовски) (нем. Minna Brosowski) — немецкая коммунистка, член Коммунистической партии Германии, деятель антифашистского движения Германии. Жена и соратник Отто Брозовского. Первый Почётный гражданин Кривого Рога.

## Биография
Минна Брозовская родилась 14 июля 1877 года в семье рабочего Фридриха Ёдика на мансфельдских медных рудниках. В 1897 году вышла замуж за горняка с рудника. В 1903 году муж погибает при несчастном случае и Минна остаётся одна с тремя малолетними сыновьями. В 1905 году знакомится со своим вторым мужем — Отто Брозовским.
В 1933-1945 годах вместе со своим мужем Отто прославилась тем, что сохранила знамя из Кривого Рога. В 1929 году знамя принял Отто Брозовский в знак дружбы с советскими горняками рудника им. Ф. Э. Дзержинского Кривого Рога. За знаменем началась настоящая охота нацистов — было совершено несколько нападений на собрания коммунистов, сопровождавшихся жертвами. В этих условиях семья Брозовских спрятала знамя. Самого Отто Карловича бросили в тюрьму, где вынуждали сказать, место тайника. После отказа Отто Брозовского была схвачена Минна, но и она ничего не сказала.
В июле 1945 года встретила со Знаменем Кривого Рога подразделение Красной Армии. Командующий армией генерал-полковник Иван Игнатьевич Якубовский вручил Минне орден Трудового Красного Знамени. Момент встречи советских воинов-освободителей запечатлел в картине 1953 года немецкий художник Франц Карл Кёте.
Воспитала шестерых сыновей. Член Общества германо-советской дружбы. Минна Брозовская ушла из жизни 17 февраля 1965 года, похоронена в городе Гербштедт.

## Награды
- 1954 — Медаль Клары Цеткин;
- 1960 — Золотой знак почёта Общества германо-советской дружбы;
- 1962 — Орден «За заслуги перед Отечеством» (ГДР) 1-й степени;
- 1962 — Золотой знак почёта Демократического союза женщин Германии;
- 1964 — первый Почётный гражданин Кривого Рога[3] — награждена решением исполкома Криворожского городского совета депутатов трудящихся № 6/302 от 16 июня 1964 года.

## Память
- Минна Брозовская стала героиней романа писателя Отто Готше «Знамя Кривого Рога» 1959 года;
- Минна Брозовская стала героиней повести Аннелизе Ихенхойзер «Спасённое сокровище» 1961 года;
- Минна Брозовская стала героиней фильма «Знамя Кривого Рога» снятого в 1967 году;
- Минна Брозовская стала героиней поэмы-очерка «Красное Знамя Кривого Рога»[4].